# Gran marxa triomfal
La Gran marxa triomfal (en italià «Gran marcia trionfale») fou el segon himne del Papa i la Ciutat del Vaticà, en reemplaçament de Noi vogliam Dio, Vergine Maria.
Fou escrita el 1857 per Viktorin Hallmayr, aleshores director de la banda del 47é Regiment d'infanteria de línia austríac (el regiment del comte Kinsky), aquarterat als Estats Pontificis.
La marxa fou estrenada la vesprada del 9 de juny de 1857, per a celebrar l'entrada del papa Pius IX a Bolonya. Immediatament es popularitzà i fou usada repetidament al viatge del papa a Florència i d'altres ciutats d'Itàlia central, i en el retorn a Roma el 5 de setembre de 1857. També es tocà als carrers de Roma per a celebrar els Pactes de Laterà entre el papat i el Regne d'Itàlia l'11 de febrer de 1929, i la fi de la qüestió romana.
La marxa de Hallmayr, d'estil alegre i com de vals, correspon a l'època de la seva composició, però l'Any Sant de 1950, Pius XII decideix reemplaçar-la per l'Inno e Marcia Pontificale, compost el 1869 per Charles Gounod, que presenta un estil més compatible amb el caràcter religiós. La darrera interpretació oficial fou la Nit de Nadal de 1949.